# Jerchwitz
Jerchwitz (obersorbisch Jěrchecyⓘ) ist ein Ortsteil der sächsischen Gemeinde Hohendubrau im Landkreis Görlitz. Mit etwa 40 Einwohnern ist Jerchwitz der kleinste Ortsteil der Gemeinde.

## Geographie
Jerchwitz liegt zwischen den Hohendubrauer Ortsteilen Groß Radisch und Gebelzig nahe der Hohen Dubrau, jener Erhebung, die der Gemeinde Hohendubrau ihren Namen gab. Nordöstlich des Ortes erhebt sich der Monumentberg. Auf ihm befindet sich ein Aussichtsturm mit Blick auf die umliegenden Orte und die Talsperre Quitzdorf.
Der Ort ist zum großen Teil von Wäldern und einigen Teichen umgeben; die schwer zugänglichen Teichgebiete in Richtung Gebelzig, die in Kriegszeiten Zuflucht boten, sind allerdings trockengelegt und in landwirtschaftliche Flächen verwandelt worden.

## Geschichte

### Ortsgeschichte
Als Erichstorf fand Jerchwitz erstmals 1373 urkundliche Erwähnung im zweitältesten Görlitzer Ratsbuch, das von 1342 bis 1400 geführt wurde. Eingepfarrt ist der Ort in Gebelzig und auch weltlich war Jerchwitz bis Mitte des 17. Jahrhunderts mit Gebelzig verbunden. Von 1658 bis 1664 war Hans Heinrich von Gersdorf Besitzer von Jerchwitz, dem auch Groß Radisch und Sandförstgen gehörten.
Das Rittergut Jerchwitz ist für das Jahr 1667 belegt, jedoch war es bereits im 18. Jahrhundert nur noch ein Vorwerk des Rittergutes Ober Gebelzig.
1928 wurde Jerchwitz nach Thräna eingemeindet, bereits zehn Jahre später folgte die Eingemeindung Thränas nach Groß Radisch.

### Bevölkerungsentwicklung
| Jahr | Einwohner |
| ---- | --------- |
| 1825 | 61        |
| 1863 | 52        |
| 1871 | 87        |
| 1885 | 84        |
| 1905 | 64        |
| 1925 | 50        |
| 1999 | 68        |
| 2002 | 64        |
| 2006 | 51        |
| 2014 | 51        |

Im Gebelziger Kirchenbuch wurden 1671 neben dem Rittergut sechs Wirtschaften in Jerchwitz genannt, die sich noch ein Jahrhundert später in fünf Gärtner und einen Häusler gliederten.
Seit der ersten preußischen Bevölkerungszählung, die jeden Einwohner berücksichtigte, bewegen sich die Zahlen von Jerchwitz in einem relativ kleinen Rahmen von 50 bis 90 Einwohnern. Als Arnošt Muka in den 1880er Jahren eine Statistik über die Sorben der Oberlausitz aufstellte, zählte er in Jerchwitz 42 Sorben und 34 Deutsche. Mit einem sorbischen Bevölkerungsanteil von 55 % lag Jerchwitz in dieser Statistik deutlich hinter den anderen Hohendubrauer Ortsteilen. Bis zur Mitte des 20. Jahrhunderts war der Sprachwechsel zum Deutschen im Ort weitgehend abgeschlossen.

### Ortsname
Ausgehend vom 1373 erwähnten Namen Erichstorf finden sich im frühen 15. Jahrhundert die Abwandlungen Erisdorf, Ergisdorf, Erichsdorf, Erichsdorff, Erychstorff und Erisdorf. In der ersten Hälfte des 16. Jahrhunderts hat sich der Name bereits stärker verändert; im Jahr 1533 lassen sich Gyrgisdorff, Erdorff sowie der Hinweis upf wendisch Gercho feststellen. Im weiteren Verlauf des 16. Jahrhunderts kommt es beim deutschen Namen zur Annäherung an den sorbischen, so dass 1546 Girchitz und 1563 Giergesdorf genannt werden. Mit Jecherwitz im Jahr 1569 ähnelt der Name bereits heutiger Schreibweise, spätere Varianten sind Jürgwitz (1732), Jergwitz (1758) und schließlich Jerchwitz (1768).
Nach Ernst Eichler ist Jerchwitz nach einem Erich benannt, jedoch hat sich die sorbische Namensform durchsetzen können, die in deutscher Aussprache die G-Prothese bekam.
Der heutige obersorbische Name Jěrchecy hat eine ähnliche Entwicklung hinter sich, wenngleich er urkundlich erst später und seltener erwähnt wird. Aus Gercho (1533) entwickelte sich Jerkezy (1800), Jyrchezy (1835) und Jerchecy (1843). Später finden sich noch die Namensvarianten Jeŕchecy, Jěŕchecy und Jěŕchicy. Pohl gibt 1924 Jarczowice als altsorbischen Namen an.

## Kultur und Sehenswürdigkeiten

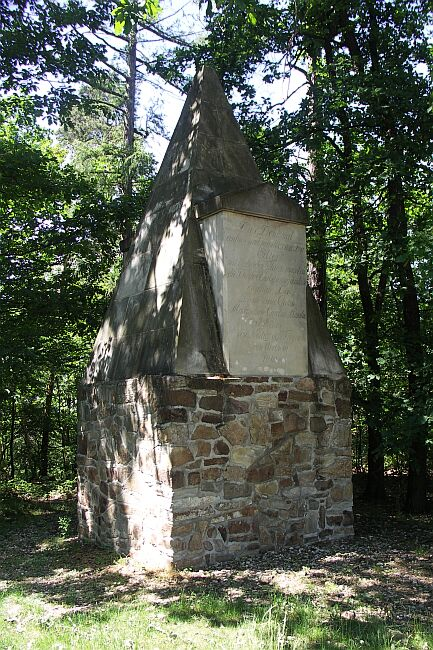
Monument auf dem danach benannten Monumentberg

- Lichterfest (Samstag vor dem 3. Advent)
- Wildgehege Thräna